# 12985 Mattgarrison
12985 Mattgarrison este o planetă minoră (asteroid) din centura de asteroizi. A fost descoperită pe 31 octombrie 1980 la Observatorul Palomar de Schelte J. Bus. 
Obiectul prezintă o orbită caracterizată de o semiaxă mare de 2,3970277 UAi, o excentricitate de 0,19, o înclinație de 1,65535 ° în raport cu ecliptica.